# Джузеппе Фаріна (футболіст)
Джузеппе Фаріна (італ. Giuseppe Farina, 4 липня 1927, Реканаті — 23 вересня 1995, Реканаті) — італійський футболіст, що грав на позиції захисника.
Виступав, зокрема, за клуби «Торіно» та «Сампдорія», а також національну збірну Італії.

## Клубна кар'єра
У дорослому футболі дебютував 1948 року виступами за команду «К'єті», в якій провів один сезон, взявши участь у 32 матчах чемпіонату. 
Протягом 1949—1951 років захищав кольори клубу «Удінезе».
Своєю грою за останню команду привернув увагу представників тренерського штабу клубу «Торіно», до складу якого приєднався 1951 року. Відіграв за туринську команду наступні три сезони своєї ігрової кар'єри. Більшість часу, проведеного у складі «Торіно», був основним гравцем захисту команди.
1954 року уклав контракт з клубом «Сампдорія», у складі якого провів наступні чотири роки своєї кар'єри гравця, також здебільшого виходячи на поле в основному складі команди.
Протягом 1958—1959 років знову захищав кольори клубу «Торіно», а завершив ігрову кар'єру виступами за «Реканатезе», нижчолігову команду з рідного міста.

## Виступи за збірну
1956 року взяв участь у грі національної збірної Італії проти швейцарців у рамках Кубка Центральної Європи 1955—1960. Цей матч, що завершився унічию 1:1, залишився для гравця єдиним у формі національної команди.
Помер 23 вересня 1995 року на 69-му році життя у місті Реканаті.
| Дата       | Місто | Господарі | Результат | Гості  | Турнір                   | Голи | Примітки |
| ---------- | ----- | --------- | --------- | ------ | ------------------------ | ---- | -------- |
| 11-11-1956 | Берн  | Швейцарія | 1 – 1     | Італія | Кубок Центральної Європи | -    |          |
| Усього     |       | Матчів    | 1         |        | Голів                    | 0    |          |